# Svizzera all'Eurovision Song Contest 1998
La Selezione Svizzera per l'Eurofestival 1998 si svolse a Zurigo il 18 dicembre 1997 e presentata da Sandra Studer.

## Canzoni in ordine di classifica
| Posizione | Canzone                               | Artista                 |
| 1.        | Lass' ihn                             | Gunvor                  |
| 2.        | Qualcosa di te                        | Talk About Girls        |
| 3.        | L'enfant des étoiles Trouver ma place | Susan Orús Vanessa Jüdt |
| 5.        | Amerò di più                          | Filippo Trojani         |
| 6.        | Le rêve d'Alice                       | Anne Francoeur          |